# Т-55
Т-55 (Об'єкт 155) — середній танк, створений у КБ-60 як модернізація Т-54 для дій в умовах застосування ядерної зброї. Прийнятий на озброєння радянської армії в травні 1958 року.
Західні дослідники часто не розділяють Т-54 і Т-55, називаючи їх спільною назвою Т-54/55, оскільки танки дуже схожі між собою.

## Історія
Бойова маса 36 тонн. Екіпаж 4 особи. Озброєння: 100-мм гармата Д-10Т, два 7,62-мм кулемети «СГМТ». Броня 100—160 мм. Максимальна швидкість 50 км/год. Потужність двигуна 580 к.с.
Випускався Т-55 як модифікація Т-54 з 1958 р. Т-55 пристосований до бойових дій в умовах застосування ядерної зброї. В 1962—1967 роках він в основному був змінений у виробництві танком Т-62, створеним на його базі, але на заводі імені В. О. Малишева у Харкові його випуск тривав аж до 1979 року. Також у ряді країн випускався сам Т-54/55, або його модернізовані або пристосовані до місцевих умов варіанти. Усього з урахуванням варіантів, що випускалися в інших країнах, було випущено до 86,5 тисяч Т-54/55, що зробило його найчисленнішим танком в історії.
Т-54/55 експортувався й стоїть на озброєнні в багатьох країнах, використовувався в більшості післявоєнних локальних конфліктів. Танк став відомий своєю високою[джерело?] надійністю й простотою, високо оцінений багатьма експертами. Протягом усієї Афганської війни основним танком у танкових підрозділах СРСР були Т-55 і Т-62. Попри наявність у достатній кількості більш сучасних і потужних танків на той час і постійну модернізацію легкої бронетехніки в мотострілецьких і повітряно-десантних підрозділах, її танковий парк військ СРСР залишався без змін усі 9 років війни, що було обумовлено відсутністю сучасних танків у частинах Радянської Армії на південних кордонах СРСР і обмеженим числом протитанкових засобів у моджахедів.

## Оператори
- Словенія: 46 Т-55 і 12 M-55S/S-1 на службі станом на 1998 рік. 30 M-55S/S-1 станом на 2014, у процесі зняття з озброєння.[2] 2022 року 28 M-55S передано Україні.
- Україна: 680 Т-54/55 на службі в 1995 році, 149 у 2000 році, 112 у 2010.[3][4][5] 2022 року Україна отримала 28 M-55S від Словенії в рамках МТД в ході російського вторгнення.

### Росія
У виданні за 2004-2005 роки довідник The Military Balance повідомляв про наявність 1200 танків Т-55, а вже у виданні за 2012 рік було вказано 2800 танків Т-55 на зберіганні.
В березні 2023 року група дослідників Conflict Intelligence Team помітила фотографії та інші свідчення того, що Росія почала знімати з консервації наявні в неї Т-54/Т-55 з Центральної бази резерву і зберігання танків № 1295 (місто Арсеньєв, Приморський край).
2023 році кіностудія "Мосфільм" передала армії РФ для війни проти України бронетехніку 1950-х років, що зберігалася на їхньому складі. Зокрема передали 28 танків Т-55, 8 танків ПТ-76, 6 БМП і 8 тягачів, які зберігалися на базі кіностудії
Деяка кількість російських Т-55 знищена ЗСУ під час вторгнення Росії в Україну.